# 預金保険法
預金保険法（よきんほけんほう、昭和46年4月1日法律第34号）は、預金者等の保護および破綻金融機関に係る資金決済の確保を図るため、金融機関が預金等の払戻しを停止した場合に必要な保険金等の支払と預金等債権の買取りを行うほか、金融機関の破綻の処理に関し、破綻金融機関に係る合併等に対する適切な資金援助、金融整理管財人による管理、破綻金融機関の業務承継および金融危機に対応するための措置等の制度を確立し、もつて信用秩序の維持に資することに関する法律である。
1971年（昭和46年）4月1日に公布された。

## 構成
- 第一章　総則（第1条―第2条）
- 第二章　預金保険機構
  - 第一節　総則（第3条―第8条）
  - 第二節　設立（第9条―第13条）
  - 第三節　運営委員会（第14条―第23条）
  - 第四節　役員等（第24条―第33条）
  - 第五節　業務（第34条―第37条）
  - 第六節　財務及び会計（第38条―第44条）
  - 第七節　監督（第45条・第46条）
  - 第八節　補則（第47条・第48条）
- 第三章　預金保険
  - 第一節　保険関係（第49条）
  - 第二節　保険料の納付（第50条―第52条）
  - 第三節　保険金等の支払（第53条―第58条の3）
  - 第四節　資金援助（第59条―第69条）
- 第三章の二　資金決済に関する債権者の保護（第69条の2―第69条の4）
- 第四章　預金等債権の買取り（第70条―第73条）
- 第五章　金融整理管財人による管理（第74条―第90条）
- 第六章　破綻した金融機関の業務承継（第91条―第101条）
- 第六章の二　金融機関の特定回収困難債権の買取り (第101条の2)
- 第七章　金融危機への対応（第102条―第126条）
- 第七章の二　金融システムの安定を図るための金融機関等の資産及び負債の秩序ある処理に関する措置(第126条の2―第126条の39)
- 第八章　雑則（第127条―第140条）
- 第九章　罰則（第141条―第153条）
- 附則

## 対象となる金融機関
この法律における金融機関は預金保険法2条1項を参照。
農業協同組合等は含まれず、別の農水産業協同組合貯金保険法を根拠法とする農水産業協同組合貯金保険機構によって保護される。

## 2011年の改正
住宅金融専門会社の処理を終了させることを受けた2011年の改正に於いては、協定銀行(整理回収機構)の住専勘定の廃止と協定後勘定への繰り入れ、協定銀行の承継銀行機能の付与、特定回収困難債権(競売妨害が見込まれる債権や暴力団や総会屋がらみの債権)の買い取り機能の付与、預金保険機構の理事長の任期が切れた場合後任が決まるまでその職務を継続することが定められた。
住専処理に関しては、当初に二次損失分に関して民間金融機関と政府が半分ずつ追加負担することと特定住宅金融専門会社の債権債務の処理の促進等に関する特別措置法とそれに伴う閣議決議で取り決められており、住専処理の終了にあたって、新たな財政支出は行わず、政府分として整理回収機構の住専分以外の勘定(協定後勘定)からの利益および預金保険の一般勘定、新金融安定化基金の運用益、民間分として金融安定化拠出基金から運用益および累積利益および元本を充当することとした。これに対して、日本共産党は「母体行を中心に出資した金融安定化拠出基金が負担を負うのが当然であり、同法案は（大手行である）母体行の責任を棚上げし、二次損失の負担を軽減させるものだ」として反対していた。

## 2013年の改正
リーマン・ショックを始めとする、サブプライムローン危機に於けるシャドー・バンキング・システムによるシステミック・リスクの顕在化したことへの対策として、金融安定理事会の勧告を受け、預金保険の対象外の金融機関に対する『金融システムの安定を図るための金融機関等の資産及び負債の秩序ある処理』(resolution)を行うために既存の102条の金融危機対応とは別に第126条の2以降の条文として第七章の二　金融システムの安定を図るための金融機関等の資産及び負債の秩序ある処理に関する措置が追加されこれらの金融機関に対して公的資金や、債権者の債権の放棄や株式化による負担(ベイルイン)等による破綻処理の枠組が追加された。